# Beruhigungstopf
Als Beruhigungstopf (auch als Schlingerbehälter oder Schwalltopf bezeichnet) wird ein im Kraftstofftank eines Fahrzeuges angeordneter becherförmiger Behälter bezeichnet, der die Versorgung des Fahrzeuges mit Kraftstoff auch auf unebener Fahrbahn und in Kurven sichert.

## Funktionsweise
Der zentral im Tank nahe seiner Tiefstelle befestigte Beruhigungstopf ist ein am Boden des Tanks festgemachter Becher, aus dessen Mitte und Tiefe der Kraftstoff zum Motor gesaugt wird. Bei hohem Füllstand des Tanks fließt der Kraftstoff über den Becherrand ein, bei niedrigem langsam über eine kleine Öffnung am Becherboden. Ein meist vorhandener Rücklauf der Kraftstoffpumpe muss in den Beruhigungstopf münden.
Aus verschiedenen Gründen sind Tanks für flüssigen Treibstoff in Fahrzeugen tief an ihrer Unterseite eingebaut und weisen in der Regel eine flach ausgebildete Unterseite auf.
Diese unten flache Ausformung bewirkt, dass beim stärkeren Beschleunigen des Fahrzeugs in jegliche Richtung, also auch beim Bremsen oder während Kurvenfahrt dank Massenträgheit bei geringer Füllmenge der Treibstoff im Tank so weit zur Seite oder nach hinten oder vorne rinnt oder schwappt, dass die typisch mittig und tief liegende Ansaugstelle der Treibstoffförderung zeitweise bis dauerhaft trockenfällt. Gleiches gilt bei Neigung des Fahrzeugs, egal ob um seine Längs- und/oder Querachse.
Ein Beruhigungstopf mit ausreichend hohem Höhe-zu-Breite-Verhältnis kann eine gewisse Menge Treibstoff auch bei starker Beschleunigung über der Ansaugstelle vorrätig halten.
Bei einer Kurvenfahrt, beim Beschleunigen oder Bremsen fließt der Kraftstoff in die entsprechende Seite des Tanks, was sonst bei niedrigen Füllständen zu einer Unterbrechung der Kraftstoffversorgung des Motors führen würde. Aus dem Schlingerbehälter kann der Kraftstoff bei einem solchen Manöver jedoch nur langsam abfließen, so dass für eine gewisse Zeit die Kraftstoffversorgung des Motors sichergestellt ist.